# Мікаела Вулфф
Мікаела Вулфф  (фін. Mikaela Wulff, 24 квітня 1990) — фінська яхтсменка, олімпійка.

## Виступи на Олімпіадах
| Олімпіада   | Дисципліна       | Місце |
| ----------- | ---------------- | ----- |
| Лондон 2012 | клас Елліотт 6 м | 3     |